# Coronas-Photon
Koronas-Foton (en russe : Коронас-Фотон), ou CORONAS-Photon (Complex Orbital Observations Near-Earth of Activity of the Sun), est un observatoire solaire spatial russe. C'est le troisième satellite du programme Corona qui prend la suite  des missions Koronas-F et Koronas-I. Le satellite est placé en orbite en janvier 2009 mais il 

## Objectifs
L'objectif de Koronas-Foton est d'étudier le processus d'accumulation d'énergie libre dans l'atmosphère du Soleil, l'accélération des particules et les éruptions solaires et la corrélation entre l'activité solaire et les tempêtes magnétiques sur Terre. 

## Développement
Koronas-Foton est le successeur des missions  Koronas-F et Koronas-I lancées respectivement en 1994 et 2001. Il faist partie du programme international Living With a Star. Il était exploité par l'Agence Spatiale Russe, l'Institut d'ingénierie physique de Moscou et l'Institut de recherche électromécanique. 

## Caractéristiques techniques
L'observatoire spatial utilise la plateforme d'un satellite météorologique de la série Meteor-M.
Systèmes support :
1. SSRNI système de collecte et d'enregistrement des données scientifiques IKI, Russie ;
2. Système de transmission radio transmission et antennes RNII KP, Russie.

## Instruments scientifiques
La charge utile du satellite comprend 12 instruments. Huit instruments sont conçus pour l'étude du rayonnement électromagnétique du Soleil dans une vaste gamme de longueurs d'onde depuis le proche infrarouge jusqu'au rayonnement gamma ainsi que celle des neutrons solaires. Deux instruments détectent les particules chargées, protons et électrons :
1. Spectromètre Natalya-2M  MIFI, Moscou, Russie ;
2. Télescope gamma RT-2 TIFR/ICSP/VSSC [5], Inde ;
3. Polarimètre Pingvin-M (Penguin) MIFI, Moscou, Russie ;
4. Spectromètre gamma et X Konus-RF Institut Ioffe, Russie ;
5. Détecteur rayonnement X BRM MIFI, Russie ;
6. Détecteur rayonnement ultraviolet FOKA MIFI, Russie ;
7. Télescope/spectromètre TESIS FIAN, Russie, avec SphinX spectromètre/photomètre rayons X faible, SRC PAS, Pologne ;
8. Analyseur de particules chargées Electron-M-Peska NIIYaF MGU, Russie ;
9. Détecteur d'électrons et de protons STEP-F Kharkov National University, Ukraine ;
10. Magnétomètre SM-8M NPP Geologorazvedka/MIFI, Russie.

Koronas-Foton emporte également trois télescopes Roentgen indiens : RT-2/S, RT-2/G et RT-2/CZT. Ceux-ci devaient permettre de mener des recherches dans le domaine de la photométrie et de la spectrométrie solaire et l'imagerie en rayonnement gamma à faible énergie. Ces instruments scientifiques étaient exploités par l'Indian Space Research Organisation (ISRO), et ont été construits par le Centre spatial Vikram Sarabhai, le Tata Institute of Fundamental Research et l'Indian Centre for Space Physics (en).

## Déroulement de la mission
Koronas-Foton est lancé le 30 janvier 2009 depuis le centre de lancement de Plessetsk par un lanceur Tsyklon-3 dont c'est le dernier vol. Le satellite est placé sur une orbite polaire de 500 × 500 km avec une inclinaison de 82.5°  et sa durée de vie prévue était de 3 ans. Les premières données scientifiques sont transmises le 19 février 2009. Le 5 juillet 2009, le télescope TESIS Koronas-Foton enregistre la tempête solaire la plus puissante depuis le début de l'année durant 11 minutes entre 6h07 à 6h18 GMT. L'intensité du rayonnement X atteint un pic de C2.7 sur l'échelle des éruptions solaires. La dernière tempête solaire d'une puissance équivalente a eu lieu le 25 mars 2008.  Des problèmes d'alimentation électrique apparaissent durant la première saison d'éclipse, environ 6 mois après le lancement, et le contact avec le satellite est perdu le 1er décembre 2009. Le satellite redevient actif le 29 décembre après que ses panneaux solaires aient reçu suffisamment de lumière pour permettre de fournir de l'énergie à son système de contrôle. Mais les tentatives pour faire fonctionner à nouveau le satellite échouent du fait d'une erreur de conception,,,. Le 18 avril 2010, les responsables de la mission annoncent que le satellite ést considéré comme perdu,.